# Шнур, Брэйден
Брэ́йден Шнур (англ. Brayden Schnur; род. 4 июля 1995 года, Пикеринг, Канада) — канадский профессиональный теннисист; финалист одного турнира ATP в одиночном разряде; победитель Кубка ATP 2022 и финалист Кубка Дэвиса 2019) (в качестве запасного).

## Биография
Брейден Шнур родился в Пикеринге (Онтарио). Отец — Крис Шнур, мать — Анна-Мария Нильсен. Есть младшая сестра Аманда.
Впервые начал играть в теннис в возрасте девяти лет на общественных кортах рядом с его домом в Пикеринге. Шнур покинул дом в возрасте 14 лет и переехал в Брейдентон, штат Флорида, где стал тренироваться под руководством Хита Терпина. Брейден считает, что Терпин и его мать оказали самое большое влияние на его карьеру. Он прогрессировал в Национальном тренировочном центре тенниса Канады с 2011 по 2013 год под руководством Гийома Маркса.
Любимый приём в теннисе — подача. Любимое покрытие — трава. Любимый турнир — Открытый чемпионат Канады по теннису.

## Спортивная карьера

### 2011—2013
В апреле 2011 года Шнур выиграл первый титул в своей карьере среди юниоров в Берлингтоне. Он играл свой первый профессиональный турнир на фьючерсах в Индиан Харбор Бич (Флорида) в июне 2011 года, где он проиграл в квалификации. В феврале 2012 года Шнур и его соотечественник канадец Уго Ди Фео выиграли парный титул на юниорском турнире в Ла-Пасе. Пара также выиграла юниорский парный титул в Талсе в октябре 2012 года.
В июле 2013 года Шнур вышел в свой первый профессиональный одиночный финал на турнирах серии Futures в Келоуне, но проиграл в трех сетах соотечественнику Филиппу Бестеру. Месяц спустя на фьючерсе в Калгари Шнур выиграл первый профессиональный турнир в одиночном разряде в своей карьере, взяв реванш у Бестера. В конце августа 2013 года он стал первым канадцем, который выиграл юниорский турнир в Репантиньи. В ноябре 2013 года, шнур выиграл свой первый профессиональный титул в парном разряде, обыграв пару Александер Лломпарт и Финн Тирни.

### 2014
На фьючерсе в Ричмонде в июне Шнур добрался до своего второго финала в парном разряде, но проиграл Рику де Вусту и его партнеру. Две недели спустя на фьючерсе в Саскатуне он завоевал второй парный титул в своей профессиональной карьере, обыграв в финале Мушега Ованнисяна и Александра Саркисяна. В июле Шнур дошёл до полуфинала в парном разряде турнира Challenger Banque Nationale de Granby. На Rogers Cup в августе Шнур квалифицировался в основную сетку турнира ATP благодаря победам над Мэтью Эбденом и 9-м сеяным Юити Сугитой. Он проиграл Андреасу Сеппи в первом раунде. В августе на фьючерсах в Калгари шнур завоевал третий парный титул в своей карьере с партнёром Джеком Мюрреем после победы над Димитаром Кутровски и Деннисом Неволо.

### 2019
На Открытом чемпионате США проиграл в первом раунде Бенуа Пэру в трёх сетах.

## Рейтинг на конец года
| Год  | Одиночный рейтинг | Парный рейтинг |
| 2021 | 238               | 286            |
| 2020 | 208               | 313            |
| 2019 | 106               | 315            |
| 2018 | 172               | 361            |
| 2017 | 217               | 779            |
| 2016 | 446               | 750            |
| 2015 | 669               |                |
| 2014 | 624               | 530            |
| 2013 | 557               | 583            |

## Выступления на турнирах

### Финалы турнировATPв одиночном разряде (1)

#### Поражения (1)
| Легенда                     |
| --------------------------- |
| Турниры Большого шлема (0*) |
| Итоговый турнир ATP (0)     |
| ATP Мастерс 1000 (0)        |
| АТР 500 (0)                 |
| АТР 250 (0)                 |

| Титулы по покрытиям | Титулы по месту проведения матчей турнира |
| ------------------- | ----------------------------------------- |
| Хард (0)            | Зал (0)                                   |
| Грунт (0)           | Зал (0)                                   |
| Трава (0)           | Открытый воздух (0)                       |
| Ковёр (0)           | Открытый воздух (0)                       |

* количество побед в одиночном разряде + количество побед в парном разряде.
| №  | Дата            | Турнир        | Покрытие | Соперник в финале | Счёт              |
| 1. | 17 февраля 2019 | Нью-Йорк, США | Хард(i)  | Райли Опелка      | 1-6 7-6(7) 6-7(7) |

### Финалы челленджеров и фьючерсов в одиночном разряде (12)

#### Победы (5)
| Условные обозначения |
| Челленджеры (0)      |
| Фьючерсы (5+4*)      |

| Титулы по покрытиям | Титулы по месту проведения матчей турнира |
| ------------------- | ----------------------------------------- |
| Хард (5+4*)         | Зал (1+1)                                 |
| Грунт (0)           | Зал (1+1)                                 |
| Трава (0)           | Открытый воздух (4+3)                     |
| Ковёр (0)           | Открытый воздух (4+3)                     |

* количество побед в одиночном разряде + количество побед в парном разряде.
| №  | Дата            | Турнир          | Покрытие | Соперник в финале | Счёт              |
| 1. | 18 августа 2013 | Калгари, Канада | Хард     | Филип Бестер      | 7-6(5) 3-6 7-6(4) |
| 2. | 4 сентября 2016 | Калгари, Канада | Хард     | Тим ван Рейтховен | 6-3 3-6 6-3       |
| 3. | 11 декабря 2016 | Таллахасси, США | Хард(i)  | Джейси Арагоне    | 7-5 3-6 6-2       |
| 4. | 16 апреля 2017  | Литл-Рок, США   | Хард     | Филип Бестер      | 7-6(4) 6-1        |
| 5. | 7 мая 2017      | Абуджа, Нигерия | Хард     | Фабиано де Паула  | 7-6(2) 6-4        |

#### Поражения (7)
| №  | Дата             | Турнир                     | Покрытие | Соперник в финале | Счёт              |
| 1. | 7 июля 2013      | Келоуна, Канада            | Хард     | Филип Бестер      | 7-6(9) 6-7(6) 3-6 |
| 2. | 28 июня 2015     | Ричмонд, Канада            | Хард     | Филип Бестер      | 6-3 4-6 6-7(4)    |
| 3. | 25 сентября 2016 | Ниагара-он-те-Лейк, Канада | Хард (i) | Адам Эль Михдави  | 6-4 5-7 4-6       |
| 4. | 7 января 2018    | Плейфорд, Австралия        | Хард     | Джейсон Каблер    | 4-6 2-6           |
| 5. | 27 января 2019   | Ньюпорт-Бич, США           | Хард     | Тейлор Фриц       | 6-7(7) 4-6        |
| 6. | 14 июля 2019     | Виннипег, Канада           | Хард     | Норберт Гомбош    | 6-7(3) 3-6        |
| 7. | 3 ноября 2019    | Шарлотсвилл, США           | Хард(i)  | Вашек Поспишил    | 6-7(2) 6-3 2-6    |

### Финалы челленджеров и фьючерсов в парном разряде (6)

#### Победы (4)
| №  | Дата             | Турнир                     | Покрытие | Партнёр          | Соперники в финале                   | Счёт           |
| 1. | 3 ноября 2013    | Кинтана-Роо, Мексика       | Хард     | Уго Ди Фео       | Александер Лломпарт Финн Тирни       | 6-4 5-7 [10-8] |
| 2. | 13 июля 2014     | Саскатун, Канада           | Хард     | Ханс Хач Вердуго | Александер Саркисян Мушег Хованнисян | 6-2 6-3        |
| 3. | 17 августа 2014  | Калгари, Канада            | Хард     | Джек Маррей      | Димитар Кутровски Деннис Неволо      | 6-4 3-6 [10-7] |
| 4. | 25 сентября 2016 | Ниагара-он-те-Лейк, Канада | Хард (i) | Филип Пеливо     | Иван Эндара Николас Ярри             | 6-3 6-3        |

#### Поражения (2)
| №  | Дата            | Турнир          | Покрытие | Партнёр          | Соперники в финале              | Счёт           |
| 1. | 29 июня 2014    | Ричмонд, Канада | Хард     | Ханс Хач Вердуго | Рик Де Вуст Мэтт Зибергер       | 7-5 5-7 [5-10] |
| 2. | 14 февраля 2021 | Почефструм, ЮАР | Хард     | Питер Полански   | Зденек Колар Марк-Андреа Хюслер | 4-6 6-2 [4-10] |

### Финалы командных турниров (2)

#### Победы (1)
| №  | Год  | Турнир    | Команда                                                  | Соперник в финале                                                                         | Счёт |
| 1. | 2022 | Кубок ATP | Канада · С. Диес, Ф. Оже-Альяссим, Д. Шаповалов, Б. Шнур | Испания · Р. Баутиста Агут, А. Давидович Фокина, П. Карреньо Буста, П. Мартинес, А. Рамос | 2-0  |

#### Поражения (1)
| №  | Год  | Турнир       | Команда                                   | Соперник в финале | Счёт |
| 1. | 2019 | Кубок Дэвиса | Канада Запасной игрок финального турнира. | Испания           | 0-2  |